# SS Afric

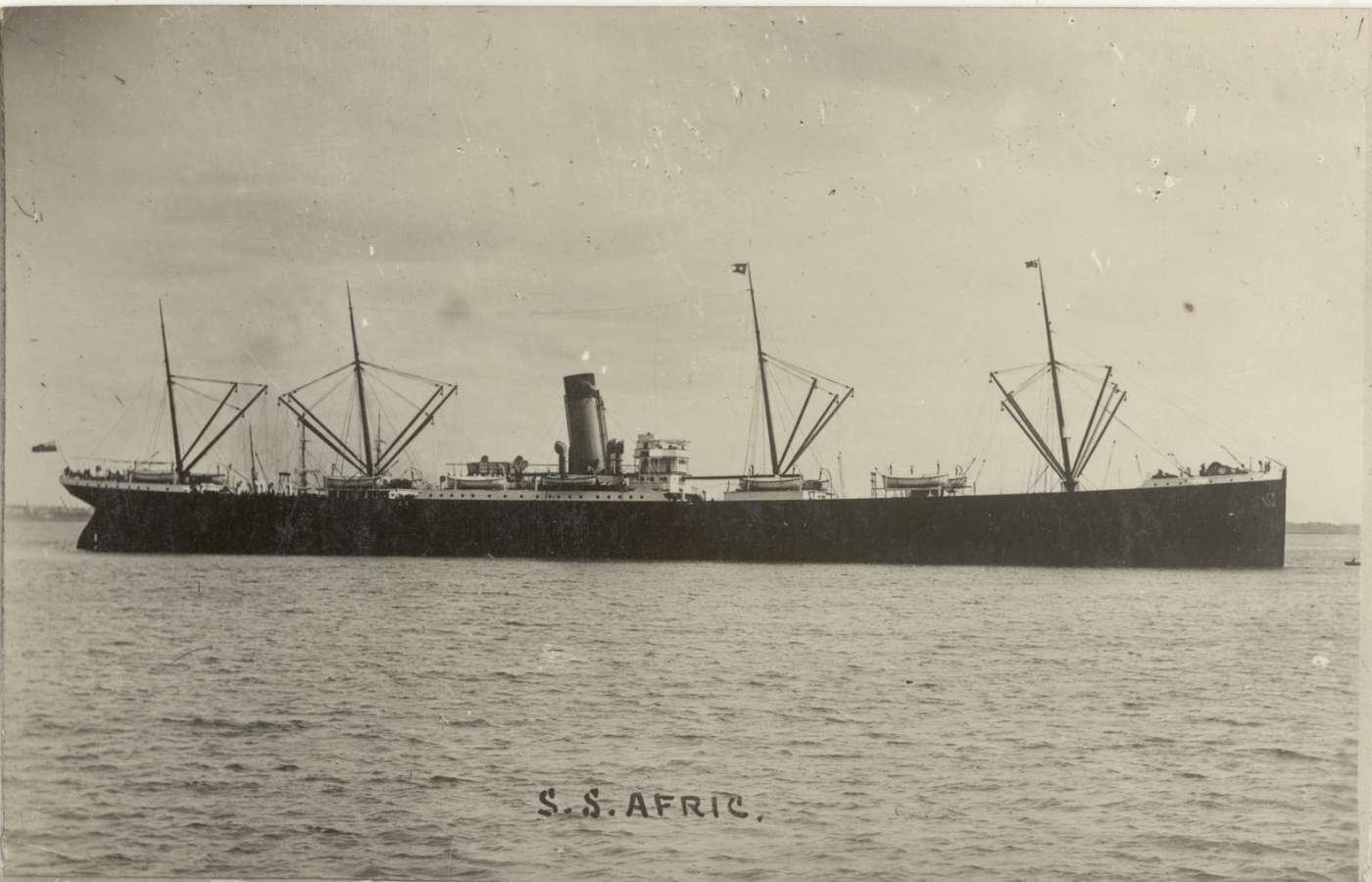
SS Afric

SS Afric a fost un vapor construit de firma maritimă White Star Line la șantierele navale Harland and Wolff din Belfast, Irlanda.
Acesta a funcționat mai degrabă ca o combinație de pachebot și marfar, servind pentru transportul spre Australia. A fost, totodată, unul dintre primele cele cinci vapoare noi ale firmei respective proiectate pentru a putea conduce marfă și pasageri în același timp. 
Acest tip nou proiectat oferea cazare pentru circa 350 de pasageri, precum și spațiu pentru carne congelată, la puntea de la prova.